# Josvainiai
Josvainiai (ryska: Йосвайняй) är en ort i Litauen.   Den ligger i kommunen Kėdainių rajono savivaldybė och länet Kaunas län, i den centrala delen av landet, 110 km nordväst om huvudstaden Vilnius. Josvainiai ligger 51 meter över havet och antalet invånare är 1 545.
Terrängen runt Josvainiai är platt. Runt Josvainiai är det ganska tätbefolkat, med 56 invånare per kvadratkilometer. Närmaste större samhälle är Kėdainiai, 9,9 km öster om Josvainiai. Trakten runt Josvainiai består till största delen av jordbruksmark.